# Andreas Sprecher
Andreas «Söre» Sprecher (* 8. November 1944 in Davos) ist ein ehemaliger Schweizer Skirennfahrer, der zu Beginn der 1970er Jahre zur Weltspitze in der Abfahrt zählte.
Ein grosser Erfolg war der vierte Platz bei den Olympischen Winterspielen 1972 in Sapporo. Im «Sog» damaliger Weltklasse-Skirennfahrer wie Bernhard Russi, Roland Collombin und Edmund Bruggmann gelangen ihm später noch einige weitere Spitzenresultate.
Heute betreibt Andreas Sprecher einen Import für Wintersportartikel.